# Karl Angermayer
Karl Angermayer (* 17. November 1862 in Wien, Kaisertum Österreich; † 5. April 1941 ebenda) war ein österreichischer Politiker (CS). Angermayer war Mitglied des Wiener Gemeinderats und Wiener Landtagsabgeordneter sowie zwischen 1914 und 1919 Stadtrat.
Angermayer wurde als Sohn des bürgerlichen Sattlers und Wagenbauers Wilhelm Angermayer geboren und absolvierte seine Schulausbildung an der Oberrealschule auf der Wieden. Im Anschluss studierte Angermayer an der Universität Wien Staatsverrechnung und trat 1885 als Beamter in das Finanzministerium ein, wobei er zunächst in der Abteilung Staatsschuld arbeitete. Während des Ersten Weltkriegs diente Angermayer als Artilleriehauptmann und wurde für seine Verdienste in der freiwilligen Sanitätspflege mit zahlreichen Orden ausgezeichnet. Zwischen 1919 und 1924 war Angermayer in leitender Funktion im Bankwesen tätig und wurde 1920 zum Regierungsrat ernannt. Angermayer trat 1920 in den Ruhestand, später wurde ihm der Berufstitel Hofrat verliehen. Nebenberuflich unterrichtete Angermayer 15 Jahre an der Handelsschule Patzelt in Wien.
Angermayer engagierte sich ab 1900 in der Christlichsozialen Partei und war in der Beamtenbewegung aktiv. 1908 wurde er in den Margaretner Ortschulrat entsandt. Angermayer kandidierte 1911 in Bielitz (Wahlbezirk Schlesien 5) für den Reichsrat, unterlag seinem Konkurrenten jedoch um 150 Stimmen. Dafür gehörte er zwischen 1912 und 1932 dem Wiener Gemeinderat an, war ab 1922 Landtagsabgeordneter und hatte zwischen 1914 und 1919 die Funktion eines Stadtrates inne. Zudem war Angermayer Obmann des Christlich-deutschen Turnvereins Margareten und Obmann des Bundes deutscher Österreicher „Ostmark“. Angermayer war in seiner Partei als Versammlungsredner und engagierter Oppositionspolitiker bekannt.
Angermayer war mit der Konzertsängerin Sophie Capek verheiratet. Er galt als begabter Maler und Zeichner, dessen Kalligraphien wiederholt ausgezeichnet wurden.

## Auszeichnungen
- Goldenes Verdienstkreuz mit der Krone
- Offiziersehrenkreuz mit dem KR.-D.
- Marinaerkreuz
- Malteserkreuz
- Deutsche Rotes Kreuz-Medaille
- Türkische Rotes Kreuz-Medaille